# HD 179958
HD 179958，又名BD+49 2959，SAO 48193、HR 7294，是一颗恒星，视星等为6.57，位于銀經80.67，銀緯17.27，其B1900.0坐标为赤經19h 9m 30.2s，赤緯+49° 17.27′ 9″。